# Ivankî, Lîpoveț
Ivankî (în ucraineană Іваньки) este localitatea de reședință a comunei Ivankî din raionul Lîpoveț, regiunea Vinnița, Ucraina.

## Demografie
Componența lingvistică a localității Ivankî
     Ucraineană (100%)
Conform recensământului din 2001, toată populația localității Ivankî era vorbitoare de ucraineană (100%).